# 杜庆申
杜庆申（1952年—），河北永年人，汉族，中华人民共和国政治人物、第十二届全国人民代表大会河北地区代表。
毕业于中国共产党中央党校函授学院，担任河北永洋钢铁有限公司董事长。2013年，被选为全国人大代表。